# Peredur
Peredur var en hjälte i keltisk mytologi.
Peredur har många beröringspunkter med Chrétien de Troyes' gestalt Perceval. I den brittiska folksagoversionen av denne gestalt framställs han dock som en enkel pojke som först framstår som en mycket naiv nykomling vid kung Arturs hov för att snabbt utkristallisera sig som mer själsren än andra. 